# Поромівська сільська рада (Хорошівський район)
Поромівська сільська рада — колишня адміністративно-територіальна одиниця та орган місцевого самоврядування у Хорошівському (Кутузівському, Володарському, Володарсько-Волинському) і Черняхівському районах Коростенської і Волинської округ, Київської й Житомирської областей Української РСР та України з адміністративним центром у с. Поромівка.

## Населені пункти
Сільській раді були підпорядковані населені пункти:
- с. Поромівка
- с. Калинівка
- с. Красногірка

## Населення
Кількість населення ради станом на 1923 рік становила 1 798 осіб, кількість дворів — 269.
Кількість населення сільської ради станом на 1924 рік становила 1 700 осіб.
Відповідно до результатів перепису населення СРСР, кількість населення ради станом на 12 січня 1989 року становила 1 072 особи.
Станом на 5 грудня 2001 року, відповідно до перепису населення України, кількість мешканців сільської ради становила 997 осіб.

## Склад ради
Рада складалася з 14 депутатів та голови.

### Керівний склад сільської ради
| ПІБ                             | Основні відомості                                                             | Дата обрання | Дата звільнення |
| ------------------------------- | ----------------------------------------------------------------------------- | ------------ | --------------- |
| Гаврилюк Марія Михайлівна       | Сільський голова, 1951 року народження, освіта, позапартійна                  | 26.03.2006   | 31.10.2010      |
| Мельник Олександр Володимирович | Сільський голова, 1964 року народження, освіта середня загальна, безпартійний | 31.10.2010   |                 |

Примітка: таблиця складена за даними джерела

## Історія
Створена 1923 року в складі сіл Паліївська Гута, Поромівка та колонії Федорівка Кутузівської волості Житомирського повіту Волинської губернії. 24 серпня 1923 року, відповідно до рішення Волинської ГАТК (протокол № 4 «Про зміни границь в межах округів, районів і сільрад»), кол. Федорівка передано новоствореній Березівській сільській раді Кутузівського (згодом — Володарський, Володарсько-Волинський) району Коростенської округи. 28 березня 1928 року тій же сільраді підпорядковано с. Паліївська Гута.
Станом на 1 вересня 1946 року сільська рада входила до складу Володарсько-Волинського району Житомирської області, на обліку в раді перебувало с. Поромівка.
11 серпня 1954 року, відповідно до указу Президії Верховної ради Української РСР «Про укрупнення сільських рад по Житомирській області», підпорядковано с. Федорівка (згодом — Калинівка) ліквідованої Федорівської сільської ради Володарсько-Волинського району. 5 березня 1959 року, відповідно до рішення Житомирського ОВК № 161 «Про ліквідацію та зміну адміністративно-територіального поділу окремих сільських рад області», до складу ради передано с. Краснорічка Перша (згодом — Красногірка) Небізької сільської ради Володарсько-Волинського району. 7 січня 1963 року, відповідно до рішення Житомирського облвиконкому № 2 «Про зміну адміністративної підпорядкованості окремих сільських рад і населених пунктів», підпорядковано с. П'ятирічка Володарсько-Волинської селищної ради Черняхівського району Житомирської області. 27 січня 1965 року, відповідно до рішення Житомирського облвиконкому № 39 «Про зміни в адміністративному підпорядкуванні деяких населених пунктів області», с. П'ятирічка повернуте до складу Володарсько-Волинської селищної ради.
На 1 січня 1972 року сільська рада входила до складу Володарсько-Волинського (згодом — Хорошівський) району Житомирської області, на обліку в раді перебували села Калинівка, Красногірка та Поромівка.
Ліквідована 27 грудня 2016 року через об'єднання до складу Хорошівської селищної територіальної громади Хорошівського району Житомирської області.
Входила до складу Хорошівського (Кутузівського, Володарського, Володарсько-Волинського, 7.03.1923 р., 8.12.1966 р.) та Черняхівського (30.12.1962 р.) районів.